# Ruben Awramow
Ruben Awramow Lewi (bułg. Рубен Аврамов Леви, ur. 6 października 1900 w Samokowie, zm. 27 marca 1988 w Sofii) – bułgarski działacz komunistyczny pochodzenia żydowskiego, minister kultury (1954–1957), deputowany do Zgromadzenia Narodowego 2. (1953–1957), 3. (1957–1962), 4. (1962–1966), 5. (1966–1971), 6. (1971–1976), 7. (1976–1981) i 8. (1981–1986) kadencji.

## Życiorys
Urodził się w 1900 w Samokowie, w rodzinie żydowskiej. Ukończył gimnazjum w Samokowie.

### Kariera polityczna
W 1919 wstąpił do młodzieżowej organizacji komunistycznej, a w 1922 do Bułgarskiej Partii Komunistycznej. Od 1923 członkek komitetu centralnego partii i organizator powstania we wrześniu 1923. Po upadku powstania wyjechał do ZSRR, w tym czasie Sąd Okręgowy w Sofii skazał go zaocznie na karę śmierci. W czasie pobytu w Moskwie ukończył studia w Międzynarodowej Szkole Leninowskiej, a następnie wykładał na Uniwersytecie Mniejszości Narodowych, a w latach 1931-1936 w Międzynarodowej Szkole Leninowskiej. W 1936 wyjechał do Hiszpanii i wziął udział w wojnie domowej. Wstąpił do Komunistycznej Partii Hiszpanii i został wyznaczony na stanowisko komisarza politycznego jednej z dywizji republikańskich. W 1939 powrócił do ZSRR, gdzie zaangażował się w pracę bułgarskojęzycznej rozgłośni radiowej Christo Botew.
Po przewrocie komunistycznym w Bułgarii (9 września 1944), powrócił do ojczyzny i stanął na czele wydziału propagandy KC Bułgarskiej Partii Komunistycznej. W 1950 objął kierownictwo wydziału nauki i kultury w komitecie centralnym partii. W 1954 stanął na czele resortu kultury w rządzie Wyłko Czerwenkowa, funkcję tę sprawował także w gabinecie kierowanym przez Antona Jugowa. W 1962 został pozbawiony funkcji politycznych i skoncentrował się na działalności naukowej.

### Działalność naukowa
W 1950 uzyskał tytuł profesorski. Był autorem licznych publikacji z zakresu historii i teorii komunizmu. W 1962 objął stanowisko dyrektora Instytutu Historii Bułgarskiej Partii Komunistycznej, a od 1969 pełnił funkcję dyrektora Instytutu Współczesnych Teorii Społecznych.

### Nagrody i wyróżnienia
W 1980 został wyróżniony tytułem honorowego obywatela Samokowa. Czterokrotnie odznaczany Orderem Georgi Dimitrowa (1959, 1960, 1970, 1985).

### Publikacje
- 1946: Марксизъм и анархизъм. Сказка
- 1946: Нашите задачи в новата изборна кампания
- 1947: Нова епоха за развитието на народната култура
- 1950: Партията на т.с. в периода 1012-1918 г..
- 1951: Материали по история на БКП 1885-1918 г..
- 1980: С пулса на времето